# Papežský stát
Papežský stát (italsky Stato Pontificio, latinsky Status Pontificus, neboli také Dicio Pontificia), respektive Církevní stát (italsky Stato della Chiesa, latinsky Status Ecclesiasticus, také Patrimonium Sancti Petri), je název státního útvaru, který existoval ve střední části Apeninského poloostrova zhruba od 8. století do roku 1870. Jeho hlavou byl papež, hlavním městem Řím a do 19. století představoval jeden z největších italských států. 
V současné době se pojem „papežský stát“ může používat (v češtině spíše raritně) pro označení státu Vatikán, který je jeho nástupcem.

## Historie

### Středověk
Dějiny papežského státu jsou těsně spjaty s dějinami papežství a katolické církve. První římští biskupové neměli prakticky žádnou světskou moc ani rozsáhlejší vlastnictví. Prvním majetkem papeže byl Lateránský palác, darovaný císařem Konstantinem I. Základy světské moci papežů vybudoval především Řehoř I. Veliký, který se všemožně staral o zlepšení situace katolické církve i Římanů, decimovaných válkami, hladomorem i nemocemi.
Zásadní význam pro dějiny církevního státu měla tzv. Pipinova donace z roku 755, kdy Pipin III., který potřeboval papežovu podporu pro svržení merovejské dynastie, po porážce Langobardského království daroval Štěpánu II. Řím, Ravennu a Pentapolis.. Tato oblast tvořila hlavní oporu světské papežské moci a po dlouhá staletí, až do roku 1870, zůstávala pod svrchovanou vládou papežů.

### Novověk
V letech 1796–1797 byl církevní stát ohrožován francouzskými výboji a 15. února 1798 došlo k obsazení samotného Říma. Papež byl deportován do Sieny a Napoleon Bonaparte vyhlásil Věčné město za součást své říše jako tzv. „sesterskou římskou republiku“. Papežský stát byl tímto aktem vlastně zrušen. Obnoven byl ve stejném rozsahu Vídeňským kongresem roku 1815.

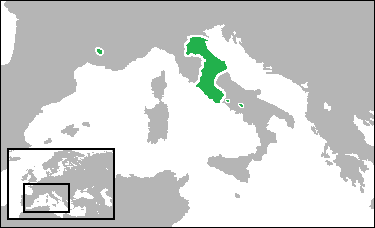
Papežský stát roku 1700 zahrnující Benevento a Pontecorvo v Itálii a hrabství Venaissin s Avignonem

Revoluční rok 1848 se projevil i v církevním státě. Papež musel tajně uprchnout a v Římě byla 9. února 1849 vyhlášena republika. Papež však požádal o vojenskou pomoc zahraniční mocnosti – Francii, Rakousko, Španělsko a Neapol. Až 12. dubna 1850 se mohl vrátit do Říma.
Sjednocování Itálie (Risorgimento) však pokračovalo a papež Pius IX. přišel postupně o velkou část území svého státu. Jeho državy, z nichž nakonec zbyl pouze Řím a nejbližší okolí, odolávaly jen díky spojeneckým armádám. Když se po zahájení prusko-francouzské války Francouzi stáhli z Říma, Italové 20. září 1870 město dobyli a vyhlásili jej za hlavní město sjednocené Itálie. Papežové, jimž byl ponechán jen pahorek Vatikán, ještě dlouho doufali v obnovení církevního státu. K ukončení sporu s italským státem došlo až v roce 1929 podepsáním Lateránských smluv. Ty potvrzovaly suverenitu Vatikánu a malých exteritoriálních území (několika bazilik a paláce v Castel Gandolfu). Papež se však definitivně vzdal nároků na původní území a uznal Řím za hlavní město Italského království. Vztah mezi Vatikánem a Itálií byl pak ještě upraven konkordátem z roku 1984. Ztrátu území, patřících původně k papežskému státu, se Itálie zavázala odškodnit částkou 1,75 miliard lir.

## Symboly

### Znak

15.–19. století
Sede vacante

### Vlajka
Vedle papežských korouhví bylo od doby renesance užíváno církevního gonfanonu (italsky Gonfalone di Santa Romana Chiesa), který plnil spíše funkci vojenské standarty (latinsky vexillum, případně Vessilio di San Pietro, „prapor svatého Petra“) a náležel úřadu papežského gonfaloniéra.
| Podoba | Období                   | Využití                                                    | Popis                                                                     |
| ------ | ------------------------ | ---------------------------------------------------------- | ------------------------------------------------------------------------- |
|        | Do 19. století           | Papežská námořní vlajka                                    | Bílá s postavami svatých Petra a Pavla                                    |
|        | 14. století              | Gonfanon z období papeže Bonifáce VIII. (1294–1303)        | Svatopetrské klíče                                                        |
|        | Počátek 16. století      | Prapor užívaný papežským vojenským stratégem Jacopo Pesaro | Spjatý s papežem Alexandrem VI. (1492–1503)                               |
|        | 10. léta 16. století     | Gonfanon papeže Lva X. (1513–1521)                         | Gonfanon se znakem Medicejů                                               |
|        | 20. léta 16. století     | Gonfanon kolem roku 1520                                   | Zlatý (žlutý) gonfanon se stříbrným (bílým) štítem a svatopetrskými klíči |
|        | 40. léta 16. století     | Gonfanon za pontifikátu Pavla III. (kolem roku 1540)       | Červená se svatopetrskými klíči a tiárou                                  |
|        | 15.–18. stol.            | Vlajka Papežského státu                                    | Červená se svatopertskými kříži a sede vacante                            |
|        | 1669–1771                | Vlajka zaznamenaná u papežských lodí                       | Červená s ukřižovaným Kristem a s postavami svatých Petra a Pavla         |
|        | do roku 1808             | Papežská kokarda, de facto státní vlajka                   | Žluto-červená bikolóra                                                    |
|        | 1803–1870 1858 1815–1870 | Vlajky zaznamenané u papežských lodí                       | Bílé s ukřižovaným Kristem a sv. Petrem a Pavlem                          |
|        | Do roku 1870             | Vlajka užívaná pěšími oddíly vojska Papežského státu       | Žluto-bílá bikolóra                                                       |
|        | 1870                     | Vlajka vyvěšená na Porta Pia v době obsazení Říma (1870)   | Žluto-bílá se zjednodušeným papežským znakem                              |

### Obchodní a vojenské prapory
| Podoba | Popis                                                                                  | Podoba | Popis                                                               |
| ------ | -------------------------------------------------------------------------------------- | ------ | ------------------------------------------------------------------- |
|        | Středověká zástava se svatopetrskými klíči, která byla také vlajkou hrabství Venaissin |        | 1316                                                                |
|        | 1355                                                                                   |        | Papežské vojsko v době Klementa VII. (1523–1534) se znakem Medicejů |
|        | Od roku 1771 papežská vlajka neznámé funkce (rekonstrukce)                             |        | Obchodní vlajka 1803–1825, bílá s papežským znakem                  |
|        | Obchodní vlajka 1825–1870, žluto-bílá s papežským znakem                               |        | Prapor papežských zuávů (1870)                                      |